# نیکولا کولشنا
نیکولا کولشنا (انگلیسی: Nikola Kuljača؛ زادهٔ ۱۶ اوت ۱۹۷۴) بازیکن واترپلو اهل صربستان است.